# Ginger ale
Pour le groupe français, voir Ginger Ale.
Pour les articles homonymes, voir Ginger et Ale.
Ne doit pas être confondu avec Bière de gingembre ou Ginger (boisson).

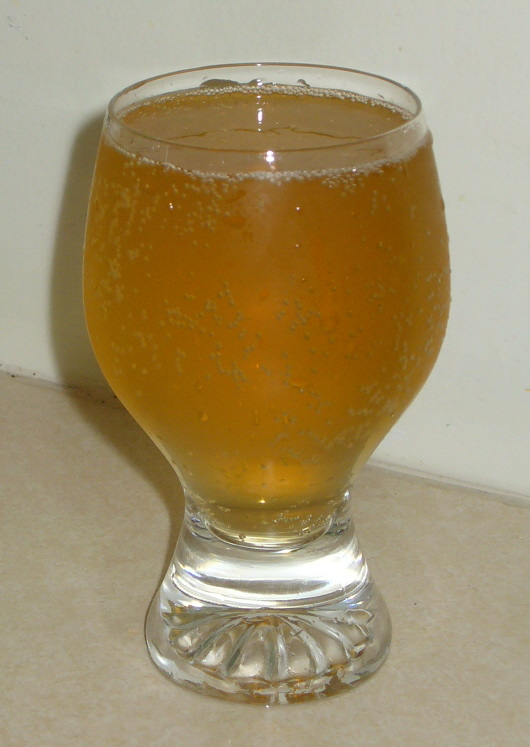
Verre de ginger ale

La ginger ale, boisson gazeuse au gingembre, soda au gingembre ou soda gingembre au Canada, est un soda légèrement aromatisé au gingembre.
Elle entre dans la composition de nombreux cocktails, mélangé à des alcools (gin, whisky, rhum, etc) ou des jus de fruits (pomme, ananas, etc.).
On la distingue de la bière de gingembre (autre boisson gazeuse aux ingrédients similaires, mais qui a subi un processus de fermentation et dont le goût de gingembre est plus prononcé et le dioxyde de carbone moins présent) et du ginger, soda italien à base de gingembre.
La marque la plus connue au monde est Canada Dry, dont la recette fut mise au point en 1904 par John J. McLaughlin à Toronto. Mais il existe d'autres marques qui produisent des sodas « Ginger Ale », diffusés principalement aux États-Unis tels que ceux diffusés par la marque suisse Schweppes, l'anglaise Marks & Spencer, l'israélienne Sodastream ou encore la marque britannique Fentimans.